# Reinheim (Hessen)
Reinheim is een gemeente in de Duitse deelstaat Hessen, en maakt deel uit van de Landkreis Darmstadt-Dieburg. Reinheim telt 16.426 inwoners.

## Geboren
- Willem Frederik Büchner (1780-1855), stadsarts van Gouda

Alsbach-Hähnlein ·
Babenhausen ·
Bickenbach ·
Dieburg ·
Eppertshausen ·
Erzhausen ·
Fischbachtal ·
Griesheim ·
Groß-Bieberau ·
Groß-Umstadt ·
Groß-Zimmern ·
Messel ·
Modautal ·
Mühltal ·
Münster ·
Ober-Ramstadt ·
Otzberg ·
Pfungstadt ·
Reinheim ·
Roßdorf ·
Schaafheim ·
Seeheim-Jugenheim ·
Weiterstadt